# Robin Roefs
Robin Roefs (Heeswijk, 17 gennaio 2003) è un calciatore olandese, portiere del Sunderland.

## Carriera

### Club
Il 23 settembre 2023 ha fatto il suo debutto fra i professionisti con il N.E.C. nella vittoria per 3-0 contro l'Utrecht.

### Nazionale
Ha giocato nelle nazionali giovanili olandesi Under-16, Under-17 ed Under-19.

## Statistiche

### Presenze e reti nei club
Statistiche aggiornate al 21 ottobre 2023.
| Stagione        | Squadra         | Campionato      | Campionato | Campionato | Coppe nazionali | Coppe nazionali | Coppe nazionali | Coppe continentali | Coppe continentali | Coppe continentali | Altre coppe | Altre coppe | Altre coppe | Totale | Totale | Totale |
| Stagione        | Squadra         | Comp            | Pres       | Reti       | Comp            | Pres            | Reti            | Comp               | Pres               | Reti               | Comp        | Pres        | Reti        | Pres   | Reti   |        |
| --------------- | --------------- | --------------- | ---------- | ---------- | --------------- | --------------- | --------------- | ------------------ | ------------------ | ------------------ | ----------- | ----------- | ----------- | ------ | ------ | ------ |
| 2021-2022       | N.E.C.          | ED              | 0          | 0          | CO              | 0               | 0               |                    | -                  | -                  |             | -           | -           | 0      | 0      |        |
| 2022-2023       | N.E.C.          | ED              | 0          | 0          | CO              | 0               | 0               |                    | -                  | -                  |             | -           | -           | 0      | 0      |        |
| 2023-2024       | N.E.C.          | ED              | 4          | -5         | CO              | 0               | 0               |                    | -                  | -                  |             | -           | -           | 4      | -5     |        |
| Totale carriera | Totale carriera | Totale carriera | 4          | -5         |                 | 0               | 0               |                    | -                  | -                  |             | -           | -           | 4      | -5     |        |